# Mowa pozornie zależna
Mowa pozornie zależna – wypowiedź charakteryzująca się tym, że monolog wewnętrzny zostaje wchłonięty przez narrację, ale mimo to zachowuje szereg znamion samodzielności i bezpośredniości przytoczenia. Jest to sytuacja pośrednia między użyciem mowy zależnej i niezależnej.
Narrator mówi pozornie od siebie, posługuje się formami językowymi właściwymi opowiadaniu, a w rzeczywistości przekazuje wiernie tok myśli i doznań bohatera, nie angażując się w ich referowanie (jak to ma miejsce w mowie zależnej). Wypowiedź narratora jest tak ukształtowana, że odzwierciedla sposób myślenia i wyrażania się bohatera. Stylistyczny kształt narracji utrwala w sobie jednocześnie dwa punkty widzenia: monologującego bohatera i przedstawiającego ten monolog narratora. Cechą charakterystyczną mowy pozornie zależnej jest to, że te dwa punkty widzenia nie są od siebie niezależne, że łączą się we wspólnej formie stylistycznej.
Mowę pozornie zależną cechuje zamierzone przeciwieństwo między kształtem dramatycznym przytoczenia i jego istotną postacią stylistyczną.